# 万寿駅 (南京市)
万寿駅（まんじゅえき）は中華人民共和国江蘇省南京市棲霞区棲霞大道、経五路と万興路の交叉点にある、南京地下鉄の駅である。6号線と7号線が乗り入れ、両路線の接続駅となっている。

## 駅名
事業着手当初は南京地下鉄集団は「万寿村駅」の仮称を用いており、2019年11月28日に「万寿駅」を駅名として第一次公示され、2020年1月18日に第一次公示のより駅名が「万寿駅」に決定したことが発表された。

## 年表
- 2022年12月28日南京地下鉄7号線の駅として開業[3]。

## 駅構造

### のりば
| 番線 | 路線            | 行先                            | 行先          |
| ---- | --------------- | ------------------------------- | ------------- |
|      | 南京地下鉄6号線 | 燕江新城駅・金陵石化 方面       | 摂山 行き     |
|      | 南京地下鉄6号線 | 営苑南路駅・明故宮 方面         | 南京南駅 行き |
|      | 南京地下鉄7号線 | 丁家荘南・尭化新村・尭化門 方面 | 仙新路駅 行き |
|      | 南京地下鉄7号線 | 福建路・清涼山・大士茶亭 方面   | 西善橋駅 行き |

## 隣の駅
南京地下鉄
■6号線
燕江新城駅 -　万寿駅 - 営苑南路駅
■7号線
丁家荘駅 - 万寿駅 - 暁荘駅